# Casa patronal del ex fundo El Puente
La casa patronal del ex fundo El Puente es un monumento nacional chileno ubicado en la ciudad de Rancagua. Consiste en una casa colonial que conformó parte del extinto fundo El Puente. Actualmente en sus dependencias funciona la Casa de la Cultura de Rancagua.

## Historia
La casa perteneció al presbítero Gabriel de Soto y Córdoba, y formaba parte de la hacienda del Carmen del fundo El Puente, ubicado en el borde sur de la Villa Santa Cruz de Triana, actual Rancagua, a comienzos del siglo XVIII. En 1744 Francisco de Soto recibió por legado de su tío Gabriel de Soto la hacienda, y en 1975 la vendió a Francisco Sotomayor Segura.
En la batalla de Rancagua, ocurrida el 1 y 2 de octubre de 1814, sirvió de cuartel a las fuerzas realistas.
La casa pasó posteriormente a propiedad de la municipalidad de Rancagua, construyéndose atrás del inmueble una biblioteca pública, que siguió el modelo arquitectónico del conjunto. Posteriormente la casa patronal pasó a ser la Casa de la Cultura de Rancagua. En 2013 se inauguró en el terreno contiguo el Teatro Regional de Rancagua.
Con el terremoto de 2010 sufrió daños de consideración, por lo cual a inicios de 2014 comenzó su restauración, con un costo de 200 millones de pesos.